# Franz Günter Sander
Franz Günter Sander (* 24. April 1943 in Gelsenkirchen; † 11. März 2012 in Ulm) war ein deutscher Physiker, Kieferorthopäde und Wissenschaftler, der auf den Gebieten der Funktionskieferorthopädie, der Biomechanik und Materialforschung tätig war. Er war von 1981 bis 2009 Inhaber des Lehrstuhles für Kieferorthopädie und Orthodontie an der Universität Ulm.

## Tätigkeit
Sander wurde als Sohn eines Bahnangestellten und einer Wirtin in Gelsenkirchen geboren. 
Nach dem Abitur studierte er an der Rheinischen-Friedrich-Wilhelm-Universität in Bonn Physik und Zahnmedizin. Nach dem mit Diplom am Institut für Strahlen- und Kernphysik unter Theo Mayer-Kuckuk im Jahr 1972 abgeschlossenem Physikstudium und seiner zahnärztlichen Approbation 1973, nahm er in der Poliklinik für Kieferorthopädie seine kieferorthopädische Weiterbildung auf, die er 1977 abschloss. Die Promotion erfolgte 1974 („Die Bedeutung von Prüfkörpern zur Beurteilung der Anwendungszeit kieferorthopädischer Apparate“), die Habilitation 1979 („Zur Frage der Biomechanik des Aktivators – Entwicklung und Erprobung neuer Untersuchungsmethoden“); an der Rheinischen-Friedrich-Wilhelm-Universität oblag Franz Günter Sander die Leitung einer der Röntgenabteilungen.
Sander gilt als einer der führenden Kieferorthopäden seiner Zeit. Sein Wissen in drei verschiedenen Fachbereichen brachte ihm internationales Ansehen als Hochschullehrer. Er erhielt vier Rufe auf ordentliche Lehrstühle für Kieferorthopädie in Deutschland: Ulm 1981, Homburg 1981, Kiel 1982, Bonn 1991. Außerdem war er Ehrenmitglied in der türkischen Gesellschaft für Kieferorthopädie, Kooperationspartner vieler Universitäten (wie Athen, Neapel, São Paulo, Wien, Basel, München) sowie Leiter des einmal im Jahr stattfindenden FEM-Workshops in Ulm.

## Entwicklungen
Sander ist der Entwickler der Zahncreme Pearls&Dents. Zudem entwickelte er diverse kieferorthopädische Geräte, wie z. B. die elastische Mundvorhofplatte, den Federaktivator (S-I-Apparatur), die Vorschubdoppelplatte (S-II-Apparatur), die Rückschubdoppelplatte (S-III-Apparatur), das Mobil Lock-Bracket (das erste selbstlegierende Bracket mit einem variablen Slot), die Aufrichtefeder, den Memorymaker, den Derotator, den Hybridretraktor, den Late-Leveller, den Torquesegmentbogen, den Compound-Palatinalbogen, den asymmetrischen Headgear mit Gleitnackenband und den Torque-Schlüssel.

## Schriften
Sander veröffentlichte im Laufe seiner Karriere annähernd 200 nationale und internationale Publikationen, darunter auch zahlreiche Buchbeiträge. 
2011 veröffentlichte er im Georg Thieme Verlag sein Lehrbuch Kieferorthopädie (Mitherausgeber: Norbert Schwenzer und Michael Ehrenfeld) in der Lehrbuchreihe zur Aus- und Weiterbildung in der Zahn-Mund-Kieferheilkunde.